# Cleto Aguirre
Cleto Aguirre (Salta, 1834 - Buenos Aires, 1889) fue un médico argentino, que ejerció como gobernador de la Provincia de Salta durante la presidencia de Bartolomé Mitre.

## Biografía
Fue un estudiante precoz, que ingresó en la Facultad de Medicina de la Universidad de Buenos Aires a los 15 años, y se recibió de médico en 1855, con apenas 21 años. Tras ejercer un tiempo en un hospital porteño, regresó a Salta.
Trabajó de médico y se dedicó a apoyar el partido liberal en su ciudad. Tras la renuncia del gobernador José María Todd en 1862, se unió al grupo de los Uriburu y organizó un partido liberal, formado esencialmente por amigos del gobierno nacional de Bartolomé Mitre. En 1862 fue elegido diputado nacional, cargo al que renunciaría para asumir como gobernador.
En agosto de 1864, cuando terminaba el gobierno de Juan Nepomuceno Uriburu, este fue "derrocado" por una revolución dirigida por su tío José de Uriburu. El resto del partido liberal se negó a aceptar que la provincia fuera convertida en feudo de una familia, por lo que hubo un enfrentamiento armado, aunque no se llegó a combatir ninguna batalla. Finalmente, viendo que carecía de suficiente apoyo, José renunció. Ocupó el mando Segundo Díaz de Bedoya, que llamó a elecciones; los opositores nominaron a Aguirre –un candidato que no despertaba pasiones a favor ni en contra, aunque era un médico prestigioso– y lograron la victoria.
Apoyó la educación popular y edificó escuelas, y se destacó por el apoyo especial brindado al hospital de la capital y ciertos centros de salud en otras localidades. Fundó el Banco de la Provincia de Salta, el registro de marcas de ganado, el cuerpo de serenos y la defensoría de pobres y menores.
Envió dos contingentes salteños a la guerra del Paraguay, que sufrieron deserciones como casi todos los contingentes del interior. Organizó el censo provincial de población, cuyo principal valor fue el de ayudar a que el censo nacional del año 1869 estuviera mejor organizado en su provincia que en otras.
Dejó el mando en abril de 1866 a José Benjamín Dávalos, que lo nombró su ministro de gobierno. Ocupó por un tiempo la gobernación, esta vez como sustituto, a la muerte de Dávalos.
Fue diputado nacional desde 1868, pero casi no participó en la formación y sanción de leyes, ya que viajó asiduamente por Europa, estudiando los mejores hospitales públicos, y permaneció un año en un hospital de París, especializándose en oftalmología.
Regresó en 1870 y ayudó a combatir los efectos de la epidemia de fiebre amarilla del año siguiente; contrajo la enfermedad y estuvo a punto de perder la vida, pero se recuperó.
Se hizo muy rico y famoso como el mejor oftalmólogo de la ciudad. Volvió a ser diputado nacional por el partido de Mitre en 1874, año en que ingresó en la Academia Nacional de Medicina. Al año siguiente fundó la cátedra de oftalmología de la Universidad de Buenos Aires.
Reelecto diputado en 1878, esta vez por el partido del presidente Nicolás Avellaneda, de todos modos fue declarado cesante por la Cámara durante la revolución de 1880, por no haberse presentado en el Congreso en Belgrano.
En 1887 fue nombrado decano de la Facultad de Medicina de Buenos Aires, y al año siguiente fundó el Hospital de Clínicas José de San Martín de Buenos Aires, que depende de esa Universidad, y que aún hoy es el hospital más prestigioso y más grande del país.
Falleció en Buenos Aires en febrero de 1889.